# پائولا دین
پائولا دین (انگلیسی: Paula Deen؛ زادهٔ ۱۹ ژانویهٔ ۱۹۴۷) سرآشپز، نویسنده کتاب‌های آشپزی، و شخصیت تلویزیونی آمریکایی است. دین در ساوانا، جورجیا زندگی می‌کند و تا کنون پانزده کتاب آشپزی منتشر کرده است.